# Pérouges

Pérouges este o comună în departamentul Ain din estul Franței.